# Gangesebene

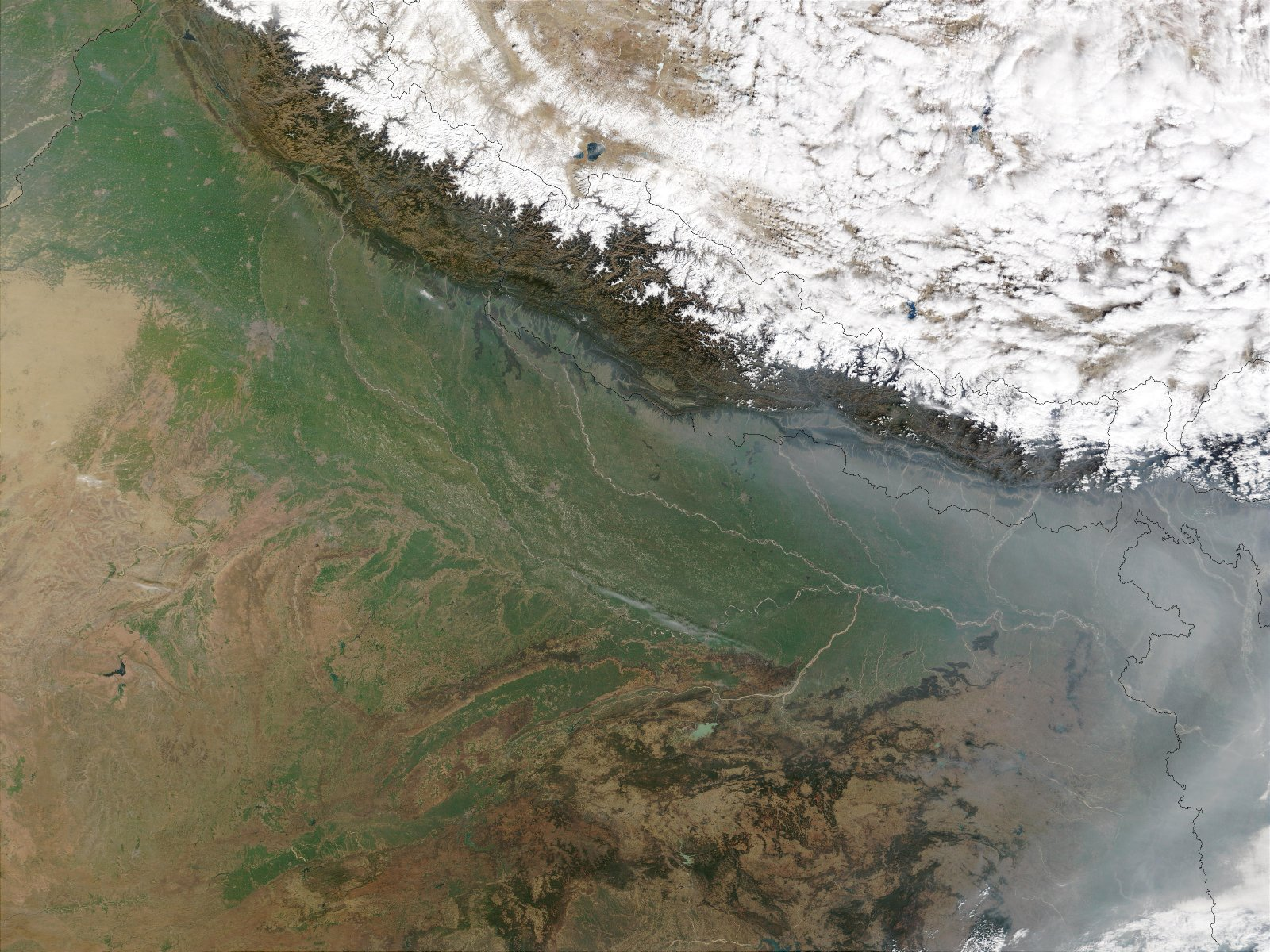
Satellitenbild der Gangesebene

Die Gangesebene ist eine ausgedehnte Ebene am Flusslauf des Ganges im Norden Indiens. Zusammen mit der Flussebene des Brahmaputra bildet sie eine Tiefebene mit einer Länge von rund 2400 Kilometern und einer Breite zwischen 200 und 320 Kilometern. Im Norden wird die Gangesebene durch den Himalaya, im Süden durch das Hochland von Dekkan begrenzt. Sie umfasst die Bundesstaaten Uttar Pradesh, Bihar sowie einen Teil Westbengalens.